# SN 2006eo
SN 2006eo – supernowa typu II odkryta 26 sierpnia 2006 roku w galaktyce M-03-12-15. W momencie odkrycia miała maksymalną jasność 18,20m.